# Ameiva chrysolaema
Ameiva chrysolaema е вид влечуго от семейство Teiidae. Видът не е застрашен от изчезване.

## Разпространение и местообитание
Разпространен е в Доминиканска република и Хаити.
Обитава гористи местности, планини, храсталаци, крайбрежия и плажове.

## Описание
Популацията на вида е стабилна.